# دوی شتی
دوی شتی (انگلیسی: Devi Shetty؛ زادهٔ ۸ مهٔ ۱۹۵۳) جراح و کارآفرین اهل هند است، که در سال ۲۰۰۰ شرکت نارایانا هلت را تأسیس کرد. وی از سال ۱۹۸۳ میلادی تاکنون مشغول فعالیت بوده‌است.